# 文時姸
文 時姸（ムン・シヨン、ハングル表記：문시연、1965年9月11日  - ）は、韓国の淑明女子大学校フランス言語・文化学科教授。
1984年に淑明女子大学校仏語仏文学科に入学し、1988年に卒業した。1989年にフランスのパリ第3大学（新ソルボンヌ大学）大学院で修士号を取得し、1995年に同大学院で演劇学の博士号を取得した。2007年にフランスの国民教育省から教育功労章のシュヴァリエを受章し、2012年にフランスの文化芸術功労勲章のオフィシエ(Officier dans l'Ordre des Arts et Lettres)を受勲した。2010年にAMOPA韓国支部事務総長に就任した。2012年9月から2016年8月まで淑明女子大学校韓国文化交流院院長を務め、2018年から同校政策大学院フランス部下マネージメント専攻教授ならびに同校中央図書館長を務めている。学外においては全国女性教授協議会事務総長、大学政策学会国際理事、韓仏協会理事、フランス文化芸術学会会長職を歴任している。2021年に世界韓流学会第3代会長に就任した。
著書として『フランス文学と愛のテーマ』（프랑스 문학과 사랑의 테마）などがあり、訳書として楽浪公主と好童（ホドン）の物語を下敷きにした崔仁勲の戯曲『둥둥 낙랑둥』（ドンドン楽浪ドン〈ドゥンドゥン ナンナンドゥン〉）のフランス語訳 Pour qui sonne le tambour de Nangnang? （誰がために楽浪鼓は鳴る）などがある。